# Federico Ramiro
Federico Ramiro Mor (Madrid, 12 dicembre 1962) è un ex cestista spagnolo.

## Palmarès
- Campionato spagnolo: 1

Real Madrid: 1979-80
- Copa del Rey: 1

Real Madrid: 1980
- Coppa dei Campioni: 1

Real Madrid: 1979-80